# Domfront (Oise)
Domfront is een gemeente in het Franse departement Oise (regio Hauts-de-France) en telt 307 inwoners (2004). De plaats maakt deel uit van het arrondissement Clermont.

## Geografie
De oppervlakte van Domfront bedraagt 2,8 km², de bevolkingsdichtheid is 109,6 inwoners per km².
De onderstaande kaart toont de ligging van Domfront (Oise) met de belangrijkste infrastructuur en aangrenzende gemeenten.

## Demografie
Onderstaande figuur toont het verloop van het inwonertal (bron: INSEE-tellingen).